# 벙커 힐 기념탑

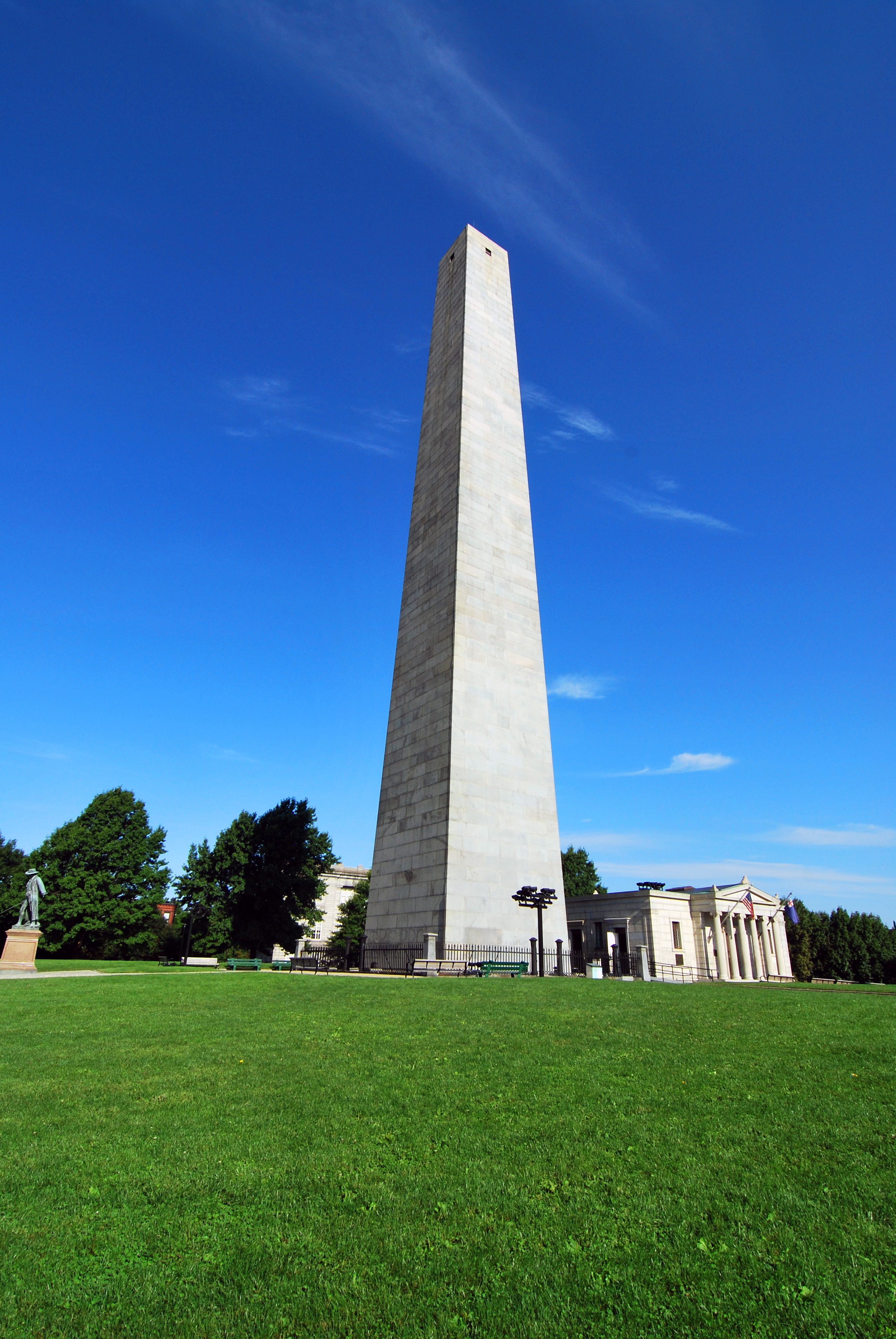
벙커 힐 기념탑

벙커 힐 기념탑(Bunker Hill Monument)은 미국 매사추세츠주 보스턴 북동부, 찰스타운 지역에 위치한 기념탑이다. 미국 독립 전쟁의 주요 전투 중 하나 인 벙커 힐 전투를 기념하여 지어졌다.

## 같이 보기
- 워싱턴 기념탑